# Fatin Shidqia
Fatin Shidqia Lubis, bedre kendt som Fatin Shidqia, (født 30. juli 1996) er en indonesisk singer-songwriter og sanger, der vandt talentshowet X Factor Indonesien.

## Diskografi

### Single
- Aku Memilih Setia
- Kekasih Mu